# Myscelia cyananthe diaziana
Myscelia cyananthe diaziana es una subespecie de lepidóptero de la familia Nymphalidae endémica de México. El holotipo macho proviene de Chiapas (El Aguacero). El epíteto diaziana se estableció en honor a Alberto Díaz Francés, cuya colección de mariposas mexicanas forma parte de la colección nacional de insectos del Instituto de Biología de la UNAM.

## Descripción
El ápice del ala anterior es triangular, el margen costal es ligeramente convexo, el margen interno es ligeramente curvo y externo curvo con una ligera ondulación, mientras que su tamaño es ligeramente más grande que la subespecie típica (M. cyananthe cyananthe).
En las alas anteriores, los tres márgenes son convexos y el externo tiene una ondulación. En su vista dorsal son de color negro, con varias bandas azules que parten del área basal y terminan donde comienza el área postdiscal. Presenta escamas azules individuales muy separadas, localizadas en pocas cantidades en casi toda el ala. También presenta manchas de escamas cerca del margen costal por el área postdiscal. En la región subapical presenta manchas azules y en la región apical presenta manchas azules con el centro blanco. En el margen del ala externa presenta una banda delgada de escamas azules que penetra más en el ala (diferencia con la subespecie típica que solo presenta una línea delgada de escamas). El ala posterior en su vista dorsal es de color negro, con una banda ancha de color azul en la región discal y otra un poco más delgada en la región postdiscal. Presenta una banda más delgada que las otras dos anteriores en el área submarginal.
Antenas, cabeza, tórax y abdomen son de color negro con algunas escamas azules. Ventralmente, las alas anteriores son de color café claro, con el centro de ésta de color negro. Encima de esta base negra presenta varias manchas blancas con pocas escamas azules. Las alas posteriores presentan manchas irregulares de color café claro y oscuro. Las antenas, palpos labiales, tórax y abdomen son de color café muy claro.

## Distribución y hábitat
La distribución conocida para esta especie es en los estados de Oaxaca y Chiapas.
Se encuentra usualmente en tierras bajas de áreas secas, en el sur de Chiapas (Tuxtla Gutiérrez, Ocozocuatla, Cintalpi).

## Estado de conservación
No está en lista en la NOM-059.